# رقیه بهزادی
دکتر رقیه بهزادی (متولد ۱۳۱۱) استاد بازنشستهٔ دانشگاه تهران می‌باشد.
وی دارای مدرک دکتری رشتهٔ فرهنگ و زبان‌های باستانی از دانشکدهٔ ادبیات دانشگاه تهران در سال ۱۳۵۵ می‌باشد. بهزادی در زمینه‌های زبان‌های باستان ایرانی، قوم شناسی، نمادشناسی و فرهنگ و دانشنامه تحقیق و پژوهش‌هایی انجام داده‌است و بیش از سی کتاب و صدها مقاله از وی منتشر شده‌است.

## تحصیلات رسمی و حرفه‌ای
رقیه بهزادی پس از اخذ مدرک کارشناسی و کارشناسی ارشد در مقطع دکتری و در رشتهٔ فرهنگ و زبان‌های باستانی به تحصیل پرداخت و موفق به اخذ مدرک فوق از دانشکده ادبیات دانشگاه تهران در سال ۱۳۵۵ شد. عنوان پایان‌نامه دکتری وی بندهش بود که به‌عنوان کتاب چاپ گردید.

## استادان و مربیان
استاد راهنمای دوره دکترای رقیه بهزادی دکتر مهرداد بهار بودند.

## هم دوره ای‌ها و همکاران
دکتر محمود بروجردی (رئیس مؤسسهٔ مطالعات و تحقیقات فرهنگی) همکار رقیه بهزادی بودند که وی از محمود بروجردی به‌عنوان فردی تأثیرگذار در عرصهٔ شغلی و زندگی علمی خود یاد می‌کند.

## مشاغل و سمت‌های مورد تصدی
رقیه بهزادی در سال ۱۳۴۲ به استخدام آموزش و پرورش (منطقه ۴ در تهران) در آمد. وی پس از اخذ مدرک کارشناسی، فعالیت خود را در منطقه ۹ تهران ادامه داد. در ادامه به تحصیلات تکمیلی تا مقطع دکتری به تحصیل پرداخت و در سال ۱۳۵۴ به عضویت فرهنگستان زبان در آمد. وی دوره دکتری رشته فرهنگ و زبانهای باستان را در سال ۱۳۵۵اخذ کرد. وی پس از انقلاب که تمام مؤسسات فرهنگی و علمی کشور مثل فرهنگستان زبان، فرهنگستان ادب و هنر و غیره درهم ادغام شد و مؤسسه مطالعات و تحقیقات فرهنگی به وجود آمد، به عنوان پژوهشگر در آن مؤسسه به فعالیت پرداخت. وی همچنین عضو شورای عالی مطالعات هنر در دانشکده هنرهای زیبا می‌باشد.

## فعالیت‌های آموزشی
تدریس در دانشگاه تهران در مقطع کارشناسی ارشد در حوزه قوم شناسی و فرهنگ ایران باستان؛
در مقطع دکتری، در حوزه پژوهش در نماد در هنر و سمینار منتخب هنر ایران؛
در دانشگاه هنر، دانشکدهٔ هنرهای زیبا در حوزه مبتنی اسطوره.

## جوایز و نشان‌ها
- دریافت لوح تقدیر برای ترجمه کتاب هیتی‌ها.
- دریافت لوح تقدیر برای تألیف کتاب بندهش.
- دریافت لوح تقدیر برای کتاب قوم‌های کهن در قفقاز، ماورای قفقاز، بین‌النهرین و هلال حاصلخیز به عنوان کتاب برگزیده کتاب سال جمهوری اسلامی ایران.
- برگزیده به عنوان چهره ماندگار در آثار تاریخی.
- برگزاری بزرگداشتی از طرف جهاد دانشگاهی شیراز در هفده آذر سال ۱۳۸۲.
- مصاحبه و تکریم در برنامه‌های مختلف در تلویزون مانند برنامهٔ طلوع ماه

## آثار

### تالیفات
- «آریاها و ناآریاها در چشم انداز کهن تاریخ ایران»، کتابخانه طهوری؛ تجدید چاپ در سال ۱۳۸۳.
- «تقویم قوم‌های کهن»، نشر مهاجر، در دست چاپ
- «سال‌ها باید که تا ... ، جشن نامه استاد پرویز شهریاری»، فردوس، ۱۳۸۲.
- «قوم‌های کهن در آسیای مرکزی و فلات ایران»، دفتر مطالعات سیاسی و بین‌المللی وزارت امور خارجه ۱۳۷۳ تجدید چاپ. کتابخانه طهوری - ۰۸ اسفند، ۱۳۸۶.
- «قوم‌های کهن در قفقاز، ماورای قفقاز، بین‌النهرین و هلال حاصلخیز»، نشر طهوری شهریور، ۱۳۸۴. این کتاب برگزیده کتاب سال جمهوری اسلامی ایران از طرف وزارت فرهنگ و ارشاد اسلامی می‌باشد.
- «مفاخر آیین زرتشت»، هرمس، در دست چاپ
- «نسخه انتقادی دستنویسی‌های TD1,TD2,TH بندهش ایرانی»، پژوهشگاه، در دست چاپ

### ترجمه‌ها
- «ارمنی‌ها»، پژوهشگاه، در دست چاپ
- «پارت‌ها»، فیلیپ لوزینسکی، نشر پژوهنده، ۱۳۸۰
- «پچنگ‌ها، یاس‌ها و کومان‌ها»، نوشته آندره اس پالوتسی هورات، دفتر مطالعات طیاسی و بین‌المللی وزارت امور خارجه ۱۳۷۵
- «تاریخ بابل از تأسیس سلطنت تا غلبه ایرانیان»، لئوناردویلیام کینگ، (ویراستار: منوچهر امیری) علمی و فرهنگی ،۵ شهریور، ۱۳۸۶.
- «جاده ابریشم»، ادوارد شواردنادزه، مرکز چاپ و انتشارات وزارت امور خارجه، ۱۳۸۱
- «دانشنامه اساطیر یونان و روم»، مایک دیکسون ـ کندی، کتابخانه طهوری، ۱۸ اردیبهشت، ۱۳۸۵
- «دنیای خیالی بارانکین»، مدودوف، نشر نی، ۱۳۷۷
- «زن در شرق باستان»، ایلسه سیبرت، نشر پژوهنده، ۱۳۷۹
- «سارمات‌ها»، تاگودتوس سولیمیرسکی، نشر میترا، ۱۳۷۴
- «»سکاها»، تامارا تالوبت رایس، انتشارات یزدان، ۱۳۷۰
- «سلجوقیان آسیای صغیر»، تامارا تالوبت رایس،
- «فرهنگ اساطیر شرق باستان»، گوندولین لیک، کتابخانه طهوری، ۱۶ خرداد، ۱۳۸۵.
- «فرهنگ مصور نمادهای کهن»، جی سی کوپر، نشر فردوس،
- «فرهنگ نگاره‌ای نمادها در هنر شرق و غرب»، جیمز هال، فرهنگ معاصر، ۷ خرداد، ۱۳۸۴.[۱]
- «فنیقی‌ها، ساباتینوموسکاتیف، نشر پژوهنده، ۱۳۷۹
- «گرجی‌ها»، دیوید مارشال لانگ، دفتر مطالعات سیسی و بین‌المللی وزارت امور خارجه ۱۳۷۳
- «میترا یا مهر نزد مغان هندویی شده»، هلموت هومباخ، نشر پژوهنده، ۱۳۷۹
- «نام‌های جغرافیایی وریشه‌های تاریخی آن در ماد (آتروپاتن)»، مینورسکی، نشر پژوهنده ۱۳۷۹
- «هنر بیزانس»، دیوید تالبوت رایس، نشره قطره ۱۳۸۴
- «هنرهای باستانی آسیای مرکزی تا عصر اسلامی»، تامارا تالبوت رایس، نشر بردارو تهران ۱۳۷۲
- «هیتی‌ها»، آلیورگرنی، موسسه مطالعات و تحقیقات فرهنگی، ۱۳۷۱